# 维多利亚·比利亚鲁埃尔
維多利亞·欧亨尼娅·比利亚鲁埃尔（西班牙語發音：[bikˈtoɾja ewˈχenja βiʃaruˈel]，1975年4月13日—）是阿根廷政治人物、律師和活動家，現任阿根廷副總統。比利亚鲁埃尔为 「恐怖主義法律研究中心」的民間協會的創始人和主席。，自2021年起擔任阿根廷国家众议院議員。在自由前进領導下，於2023年阿根廷大选中和哈維爾·米萊搭檔競選，擔任副總統候選人。